# Campeonato Tocantinense 2007
In 2007 werd het vijftiende Campeonato Tocantinense gespeeld voor clubs uit de Braziliaanse staat Tocantins. De competitie werd georganiseerd door de FTF en werd gespeeld van 3 maart tot 1 juli. Palmas werd kampioen.

## Eerste toernooi

### Groep A
| Plaats | Club       | Wed. | W | G | V | Saldo | Ptn. |
| ------ | ---------- | ---- | - | - | - | ----- | ---- |
| 1.     | Gurupi     | 10   | 7 | 1 | 2 | 24:11 | 22   |
| 2.     | Palmas     | 10   | 6 | 3 | 1 | 23:11 | 21   |
| 3.     | Paraíso    | 10   | 3 | 3 | 4 | 12:13 | 12   |
| 4.     | Juventude  | 10   | 2 | 5 | 3 | 9:14  | 11   |
| 5.     | Ipiranga   | 10   | 2 | 3 | 5 | 11:16 | 9    |
| 6.     | Interporto | 10   | 1 | 3 | 6 | 8:22  | 6    |

|  | Gekwalificeerd voor tweede toernooi |

### Groep B
| Plaats | Club                  | Wed. | W | G | V | Saldo | Ptn. |
| ------ | --------------------- | ---- | - | - | - | ----- | ---- |
| 1.     | Araguaína             | 10   | 7 | 0 | 3 | 19:8  | 21   |
| 2.     | Tocantins de Miracema | 10   | 5 | 2 | 3 | 15:8  | 17   |
| 3.     | Tocantinópolis        | 10   | 4 | 1 | 5 | 13:13 | 13   |
| 4.     | Kaburé                | 10   | 4 | 1 | 5 | 11:18 | 13   |
| 5.     | Tocantins de Palmas   | 10   | 3 | 3 | 4 | 10:17 | 12   |
| 6.     | São José              | 10   | 3 | 1 | 6 | 10:14 | 10   |

|  | Gekwalificeerd voor tweede toernooi |

## Tweede toernooi
In geval van gelijkspel worden strafschoppen genomen, tussen haakjes weergegeven. 
| Team #1        | Tot.        | Team #2               | 1ste wed | 2de wed |
| -------------- | ----------- | --------------------- | -------- | ------- |
| Kaburé         | 3 - 3 (4-5) | Gurupi                | 1 - 1    | 2 - 2   |
| Juventude      | 2 - 5       | Araguaína             | 1 - 2    | 1 - 3   |
| Paraíso        | 3 - 3 (8-9) | Tocantins de Miracema | 1 - 2    | 2 - 1   |
| Tocantinópolis | 1 - 1 (1-3) | Palmas                | 0 - 1    | 1 - 0   |

## Derde toernooi
| Plaats | Club                  | Wed. | W | G | V | Saldo | Ptn. |
| ------ | --------------------- | ---- | - | - | - | ----- | ---- |
| 1.     | Araguaína             | 6    | 4 | 0 | 2 | 11:10 | 12   |
| 2.     | Palmas                | 6    | 3 | 1 | 2 | 9:7   | 10   |
| 3.     | Tocantins de Miracema | 6    | 2 | 2 | 2 | 6:6   | 8    |
| 4.     | Gurupi                | 6    | 1 | 1 | 4 | 8:11  | 4    |

|  | Gekwalificeerd voor finale |

## Finale
|              |        |       |           |  |
| 24 juni Heen | Palmas | 1 – 0 | Araguaína |  |
| 24 juni Heen |        |       |           |  |

|              |           |       |        |  |
| 1 juli Terug | Araguaína | 1 – 1 | Palmas |  |
| 1 juli Terug |           |       |        |  |

### Kampioen
| Campeonato Tocantinense de 2007 |
| Tocantins                       |
| ------------------------------- |
| PALMAS Kampioen (5° titel)      |